# 太政官印
太政官印（だじょうかんいん）とは、太政官の公印。天皇御璽を「内印」と称したのに対して、「外印（げいん）」という別称が用いられた。

太政官印

## 概要
印文は「太政官印」（2行縦書で右側が「太政」、左側が「官印」）と篆刻されている。
公式令によれば、六位以下の官人の位記と太政官の文案には外印を押すこととされており、『延喜式』（太政官式）には在京諸司（都にある官司）に下す太政官符や僧綱・寺家に下す太政官牒に対しても外印を用いることとされている。内印（天皇御璽）を捺印しない太政官の文書を捺印の対象とする公印であった。
公式令で定められた大きさは方2寸半（方8.2cmほど）であるが、現存する印影から推定される大きさは方7.0cmである。現物は遺されていないものの、銅もしくは白銅で作られていたと考えられている。古くは文面にくまなく捺印された文書や3か所に捺印された文書、日付の下1か所に捺印された文書が存在したが、時代が下るにつれて1か所の捺印の文書が多くなっていった。
遅くても養老年間までには少納言が外印の管理・請印（押捺手続）を行っており、通常は朝政の後か官政・外記政の最中に太政官の曹司で行われていた。だが、10世紀以降に外記政の開催が減少すると外印の請印も行われなくなり、これを補うために結政の場にて手続を行う結政請印と呼ばれる手続も行われたが、平安時代末期には外印の押捺そのものが形骸化していった。